# Verzorgingsplaats Bijleveld
Verzorgingsplaats Bijleveld is een Nederlandse verzorgingsplaats, gelegen aan de A12 Den Haag-Beek ter hoogte van afrit 14a nabij Harmelen in de gemeente Woerden. Aan de andere kant van de snelweg ligt verzorgingsplaats Hellevliet.

## Normaal Amsterdams Peil
Deze verzorgingsplaats ligt precies op de NAP-nullijn. In 2005 zijn alle verzorgingsplaatsen die op deze nullijn liggen van overheidswege voorzien van een informatiebord om op deze manier de lijn inzichtelijk te maken voor het publiek.

## Herkomst naam
De naam Bijleveld komt van de Polder Bijleveld waar deze verzorgingsplaats in ligt, net als die van het riviertje dat er door stroomt. Er zijn verschillende verklaringen voor de herkomst:
- het zou kunnen wijzen op de vroegere legerplaats, die Harmelen ooit was. Soldaten werden vroeger ook bilemannen genoemd, een bile of bille is een kort zwaard. Bijleveld betekent dan zwaardveld of soldatenveld.
- de vorm van de polder zou lijken op een bijl.
- de naam is pas ontstaan toen de polder werd gegraven. De noodzaak om water op de Amstel te lozen vergde het graven van een watergang van de Rijn tot aan de Amstel. Voor deze investering heeft de polder als onderpand gediend, vastgelegd in een zogenaamde Beile of Bijlbrief, vergelijkbaar met het Engelse Bail. Deze investering moet voor die tijd tezamen met het gestelde onderpand uitzonderlijk geweest zijn, reden waarom het onderpandige veld de naam Beileveld kreeg.

Richting Beek:
De Andel · 
Bijleveld · 
De Forten · 
Bloemheuvel · 
De Buunderkamp · 
Oudbroeken · 
Bergh
Richting Den Haag:
Bergh · 
Aalburgen · 
De Schaars · 
't Ginkelse Zand · 
Oudenhorst · 
Hellevliet · 
Bodegraven · 
Knorrestein